# 게자리 엡실론
게자리 엡실론(영어: Epsilon Cancri, ε Cancri, 약칭: Epsilon Cnc, ε Cnc), 또는 멜레프(영어: Meleph)는 게자리에 있는 별로 지구에서 약 548광년 떨어져 있다. 엡실론은 프레세페 성단의 구성원들 중 가장 밝게 보이는 별이다. 바이어 기호에서 엡실론(ε)은 원래 프레세페 성단 전체를 가리키는 말이었다.
게자리 엡실론의 분광형은 A로 주계열성 단계에 속해 있다. 겉보기 등급은 +6.29로, 맨눈으로 겨우 보일 수준이다.